# Elisabeth Tarras-Wahlberg
Astrid Birgitta Elisabeth Tarras-Wahlberg, född von Engelhardt den 15 september 1950 i Kristianstads församling, Kristianstads län, är en svensk tidigare hovmarskalk och informationschef vid Kungliga hovstaterna 1995–2004.

## Biografi
Elisabeth Tarras-Wahlberg är dotter till veterinären friherre Berndt von Engelhardt och Astrid, född Josefsson. Farfadern tillhörde en baltisk friherrlig ätt och farmodern kom från Åbo. Makarna flydde till Sverige under andra världskriget. Elisabeth Tarras-Wahlberg var 1974–2003 gift med Björn Tarras-Wahlberg och paret fick två döttrar.
Tarras-Wahlberg var elev vid Söderportgymnasiet i Kristianstad. Hon studerade därefter vid Mount Holyoke College i Massachusetts i USA, där hon tog en Bachelor of Arts-examen 1971, och vid Stockholms universitet, där hon tog examen som filosofie kandidat i statskunskap. Hon fick därefter anställning som informations- och pressekreterare vid Svenska institutet och var redaktör för Aktuellt om Sverige 1973–1976. 
År 1976 anställdes Tarras-Wahlberg som pressassistent av Jan Mårtenson, som var kung Carl XVI Gustafs kanslichef. Hon var pressekreterare vid hovmarskalkämbetet 1979–1987, presschef från 1988 och blev 1995 informationschef. Hon lämnade informationsarbetet 2004 för att bli hovmarskalk och chef för kronprinsessan Victorias nya hovstat (även hovstat för prins Carl Philip och prinsessan Madeleine). Hösten 2008 avslutade Tarras-Wahlberg sin anställning vid kungliga hovstaterna och tillträdde i stället en ettårig tjänst som rådgivare i internationella relationer hos Qatars emir Hamad bin Khalifa Al Thani. Sedan hösten 2009 bedriver hon egen verksamhet med bland andra TV4-Gruppen som uppdragsgivare. Hösten 2018 började hon som konsult på kommunikationsbyrån Lennox PR. 
Tarras-Wahlberg var styrelseledamot i Skattefondförvaltningen AB 1979–1991, Sail Pool Sweden 1982–1984, Millesgårdens vänner 1984 (ordförande där 1993) och i Vasamuseets vänner 1990. Hon var vidare ledamot i fullmäktige för Svensk-Amerikanska stiftelsen från 1984 och i Svensk-Grekiska nämnden för kulturutbyte 1990–1995 samt sekreterare i Stiftelsen Drottning Silvias Jubileumsfond 1994.

## Utmärkelser
- Kommendör av Isländska falkorden (23 juni 1987)[7]
- Kommendör av Norska förtjänstorden (1 juli 1992)[8]
- Storofficer av Argentinska Majorden (4 juni 1998)[9]
- 2:a klass av Vita stjärnans orden (september 1995)[10]

## Övriga källor
- Vem är det: Svensk biografisk handbok 2001, redaktör Lena Jönsson, P. A. Norstedt & Söner, Stockholm 2000 ISBN 91-7285-042-6 ISSN 0347-3341, s. 1119.